# Juizado de São Benedito

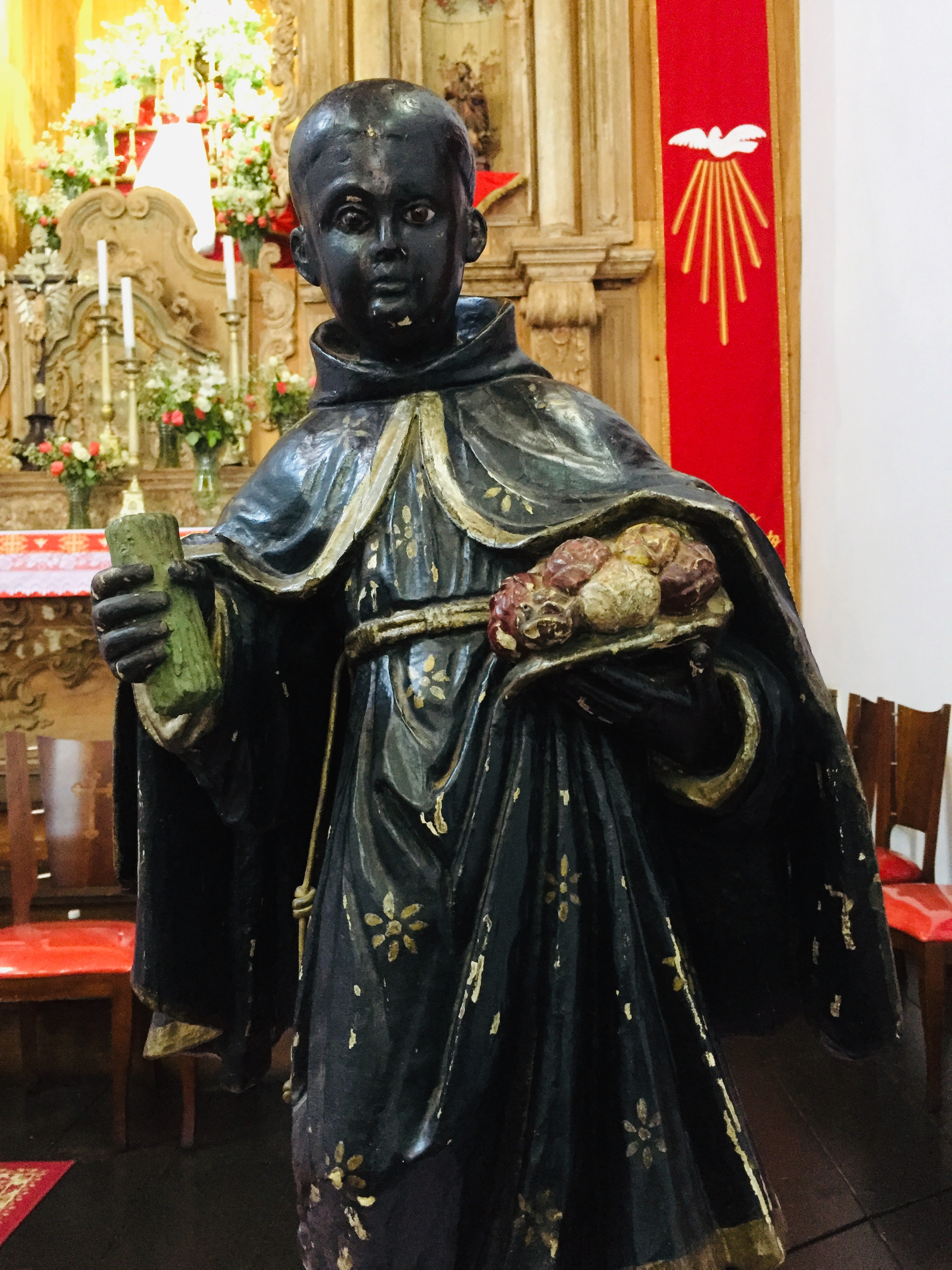
Imagem de São Benedito, peça barroca do século XVIII, pertencente a Irmandade São Benedito, venerada no Juizado na Igreja Matriz de Pirenópolis.

O Juizado de São Benedito era a festa de São Benedito promovida desde a década o final do século XVIII no dia 03 de abril na Igreja do Rosário dos Pretos. O nome da festividade provém do presidente da Irmandade de São Benedito ao qual era atribuído o nome de Juiz. Com o passar dos anos, no início do século XX o Reinado foi transferido para a terça-feira pós pentecostes, a Festa do Divino. Mesmo com a demolição da Igreja do Rosário dos Pretos em meados de 1940 e a extinção da Irmandade em meados de 1990 tal folguedo que é constituído de Cortejo com o Rei até a Igreja Matriz, Missa e Cortejo de volta, continuaram a serem realizados pela comunidade local, representando a cultura negra local, reconhecido como Patrimônio Imaterial pelo IPHAN em 2010 juntamente com a Festa do Divino.